# Алгаза
Алгаза  (рос. Алгаза) — село у Ікрянинському районі Астраханської області Російської Федерації.
Населення становить 507 осіб (2013). Входить до складу муніципального утворення Бахтемирська сільрада.

## Історія
Населений пункт розташований на території українського етнічного та культурного краю Жовтий Клин. Від 1925 року належить до Ікрянинського району.
Згідно із законом від 6 серпня 2004 року органом місцевого самоврядування є Бахтемирська сільрада.

## Населення
| 2002 | 2010 | 2013 |
| ---- | ---- | ---- |
| 492  | ↘480 | ↗507 |